# Reto Burgermeister
Reto Burgermeister, né le 7 septembre 1975 à Pfäffikon, est un fondeur suisse actif entre 1994 et 2010.

## Palmarès

### Jeux olympiques
- 3 participations : 1998, 2002 et 2006
- Meilleurs résultats : 7e en relais en 2006 à Turin et 9e sur le 15 km classique en 2002 à Salt Lake City.

### Coupe du monde
- Meilleur classement final : 31e en 2004.
- 2 podiums individuels : 2 deuxièmes places (2003 et 2004).